# Rein Taagepera

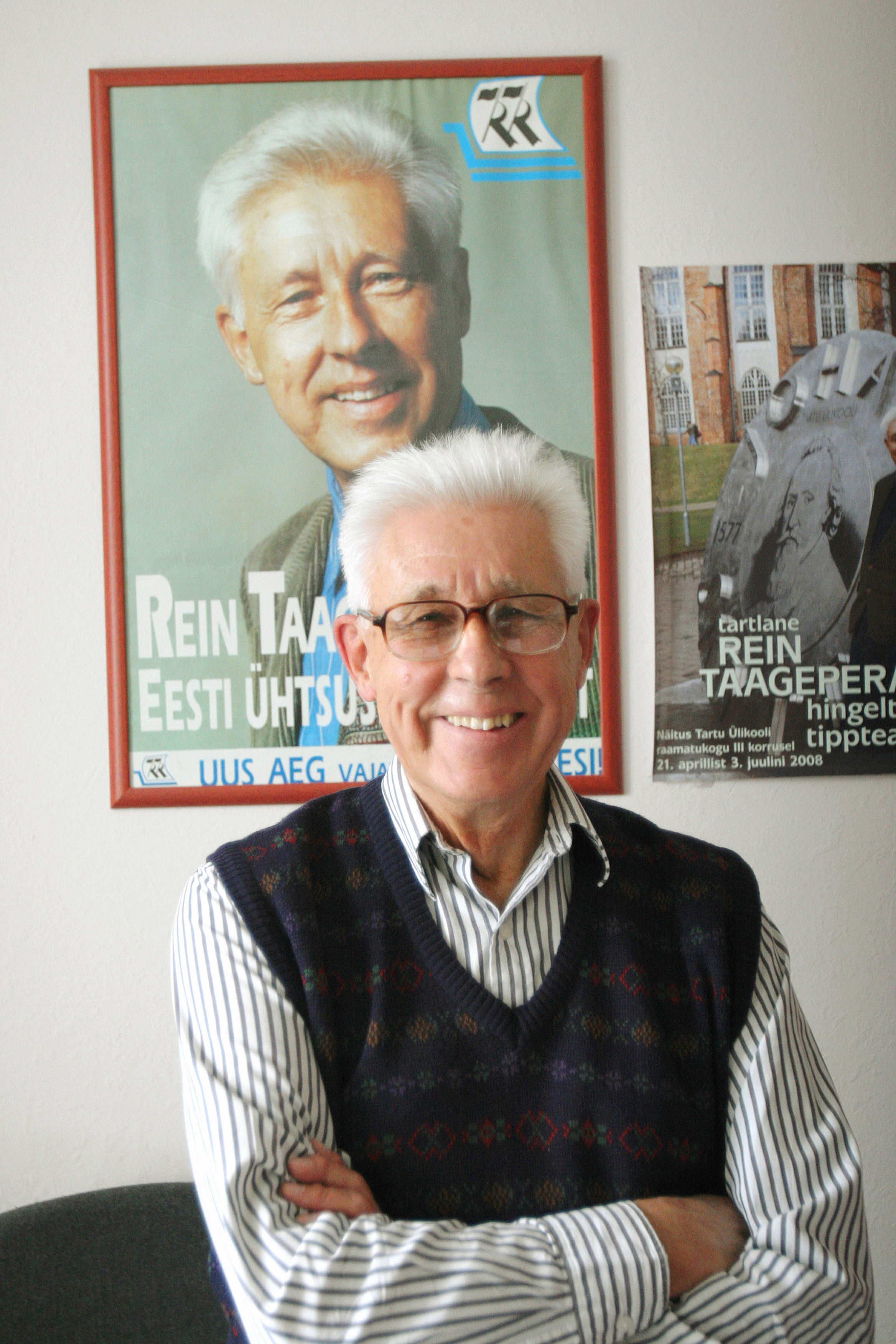
Rein Taagepera (2009)

Rein Taagepera (* 28. Februar 1933 in Tartu) ist ein estnischer Politologe und ehemaliger Politiker. Er hat 2008 den renommierten Johan-Skytte-Preis gewonnen.

## Werdegang
Rein ist der Sohn des Veterinärprofessors Karl Taagepera (1894–1993), seine Ehefrau war die Chemieprofessorin Mare Taagepera (1938–2013). Mit seinen Eltern floh er vor den Sowjets aus Estland 1944 nach Deutschland, legte dann den Schulabschluss in Marrakesch ab und studierte Physik in Kanada. Den B.A. (Nukleartechnik) erwarb er 1959 und den M.A. 1961 (Physik) an der University of Toronto, den Ph.D. 1965 an der University of Delaware.
Nach einer Tätigkeit in der Industrie bis 1970 erwarb er 1969 den M.A. für Internationale Beziehungen an der University of Delaware. Anschließend begann er eine akademische Karriere an der University of California, Irvine. 1978 wurde er dort Professor, ehe er 1994 emeritiert wurde. Taagepera diente als Präsident der Association for the Advancement of Baltic Studies von 1986 bis 1988.
1991 kehrte er nach Estland zurück, blieb daneben aber auch weiterhin an der University of California, Irvine affiliiert. An der Universität Tartu wurde er Gründungsdekan der neuen School of Social Sciences, die 1994 zur Fakultät aufstieg, an der er Professor für Politikwissenschaft wurde (1994–1998). Taagepera ist Professor emeritus der Universität Tartu.
Neben seiner wissenschaftlichen und politischen Tätigkeit publizierte Taagepera auch Prosastücke. Für seine 1989 in Looming erschienene Novelle Livland, Leaveland erhielt er den Friedebert-Tuglas-Novellenpreis.

## Politik
1991 wurde er Mitglied der Verfassungsgebenden Versammlung Estlands, 1992 kandidierte er zum Präsidenten gegen Arnold Rüütel und Lennart Meri und erreichte in der Präsidentschaftswahl 23 % der Stimmen. 2003 übernahm er für ein halbes Jahr den Gründungsvorsitz der Res Publica, die die Wahlen gewann und die Koalition unter Juhan Parts bis April 2005 ermöglichte. Gegen seinen Willen nahm die Partei einen Kurs zur Vereinigung mit der nationalistischen Pro Patria Union.

## Wissenschaftliche Beiträge
Taageperas theoretische Beitrage betrafen das Wahlsystem, vor allem in quantitativer Hinsicht. Die Beiträge sind gesammelt im Band Predicting Party Sizes: The Logic of Simple Electoral Systems (2007). Sein Ansatz logical quantitative modeling wurde vorgestellt in Making Social Sciences More Scientific. The Need for Predictive Models (2008). Ferner hat er einige Studien zur baltischen Geschichte und Politik publiziert.

## Ehrungen
Taagepera erhielt den George H. Hallett Award der American Political Science Association (1999), den Estnischen Nationalpreis für Wissenschaft (1999), den Johan-Skytte-Preis (2008) und den Karl W. Deutsch Award (2016).
Im Jahr 2000 erhielt er den estnischen Orden des Staatswappens II. Klasse.

## Schriften
- Size and Duration of Empires: Systematics of Size, 1978
- Size and Duration of Empires: Growth-Decline Curves, 3000 to 600 B.C., 1978
- Size and Duration of Empires: Growth-Decline Curves, 600 B.C. to 600 A.D., 1979
- Mitautor: Seats and Votes: The Effects and Determinants of Electoral Systems, 1989
- Estonia: Return to independence, 1993, NA 2019. ISBN 978-0367315559
- Mitautor: The Baltic States: Years of Dependence, 1940–1990, 2. Aufl. 1993 ISBN  978-0520082281
- Expansion and Contraction Patterns of Large Polities: Context for Russia, 1997
- The Tailor of Marrakesh: Western Electoral Systems Advice to Emerging Democracies, 1997
- The Finno-Ugric republics and the Russian state, 1999. ISBN  978-0415919777
- Meteoric trajectory: The Res Publica Party in Estonia (2006), Democratization 13 (1): S. 78–94. the original conference paper as pdf file
- Predicting Party Sizes: The Logic of Simple Electoral Systems, 2007
- Making Social Sciences More Scientific. The Need for Predictive Models, 2008
- Parsimonious model for predicting mean cabinet duration on the basis of electoral system, Party Politics, 2010
- mit Matthew S. Shugart: Votes from Seats: Logical Models of Electoral Systems, Cambridge University Press 2017. ISBN  978-1108404266